# ماهیچه درشت‌نئی پسین
ماهیچه درشت‌نئی پسین یا ماهیچه تیبیالیس پوستِریور (به انگلیسی: Tibialis posterior muscle) به سطح پشتی استخوان‌های درشت‌نی و نازک‌نی چسبیده و سپس تاندون آن در پایین از پشت قوزک داخلی عبور کرده و به چند شاخه تقسیم شده و به سطح زیرین متاتارس‌های ۲ و ۳ و ۴ و استخوان‌های ناویکولر و کونئیفرم و کوبوئید می‌چسبد. انقباض این عضله موجب اینورژن و پلانتار فلکشن پا می‌شود. عضله تیبیالیس خلفی نقش مهمی در پایدار کردن مچ پا دارد. عصب آن از عصب تیبیالیس بوده و از شریان تیبیال پشتی تغذیه می‌کند.

## نگارخانه

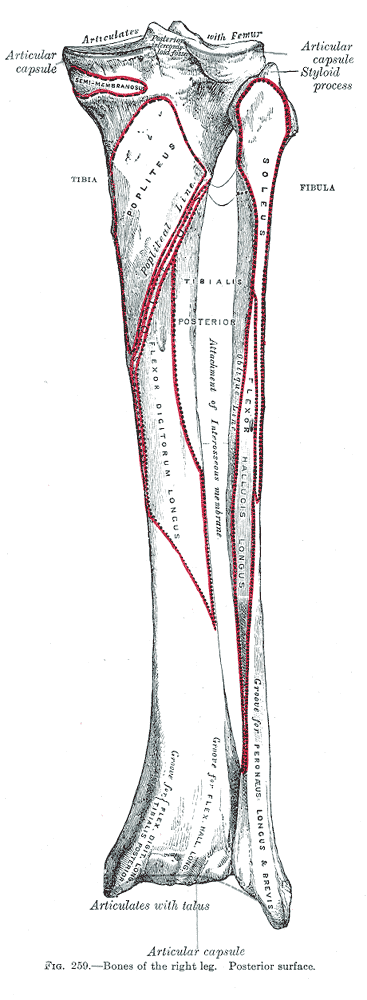
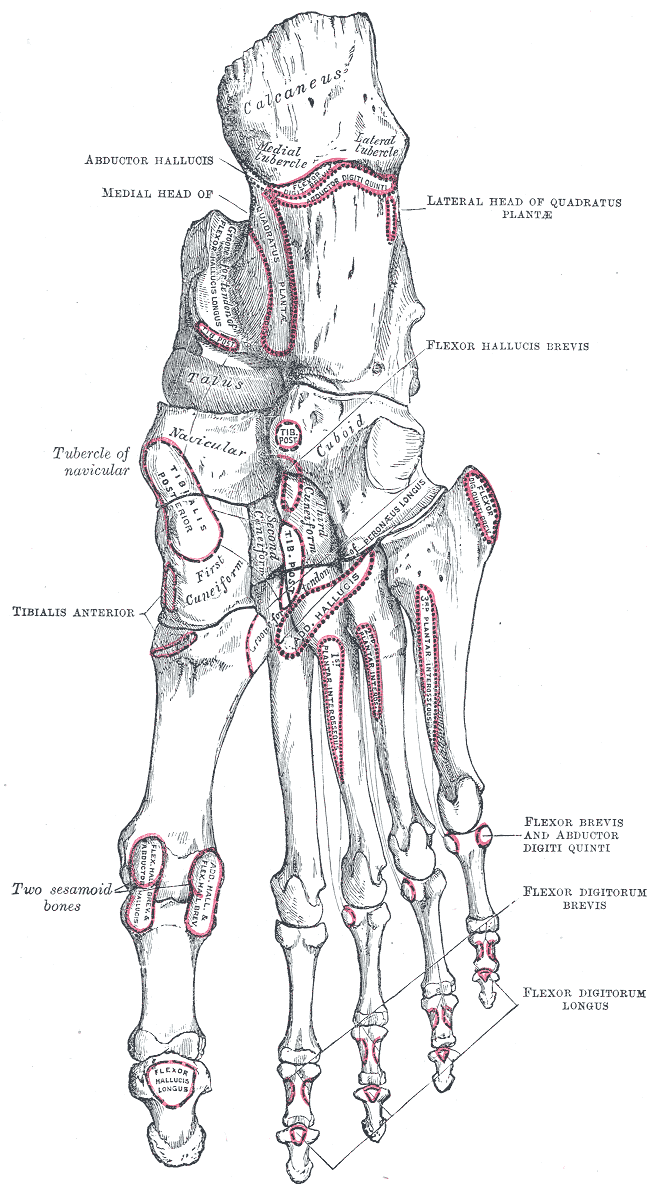
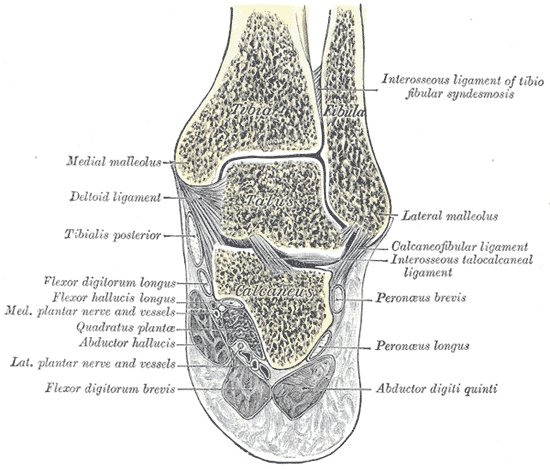
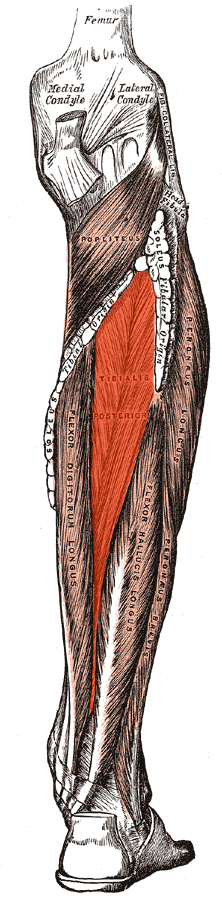
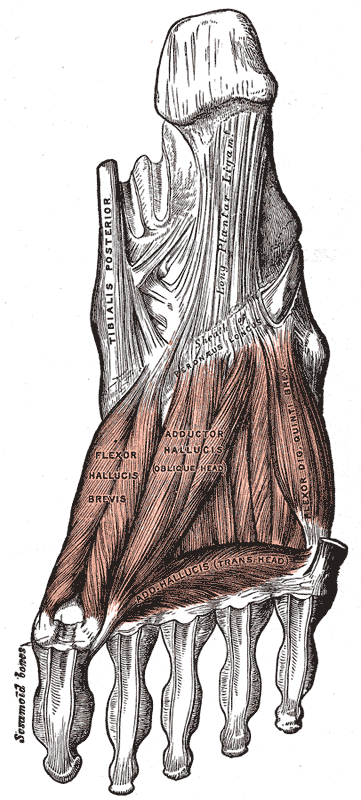
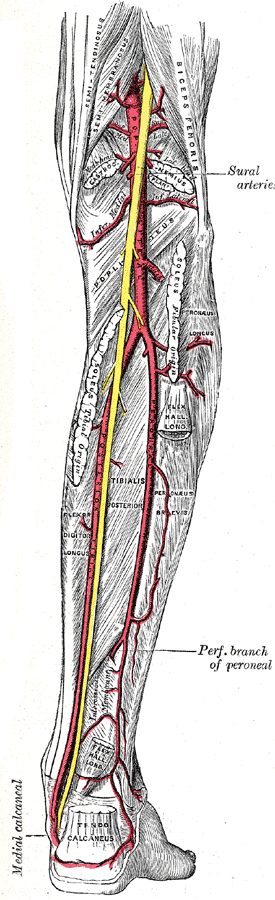
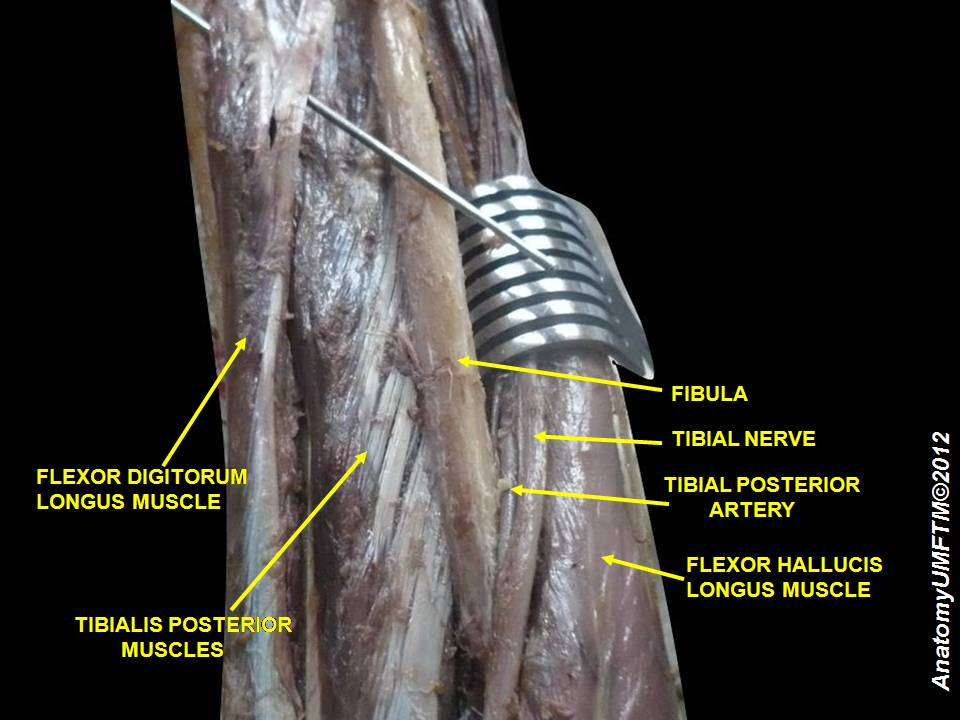
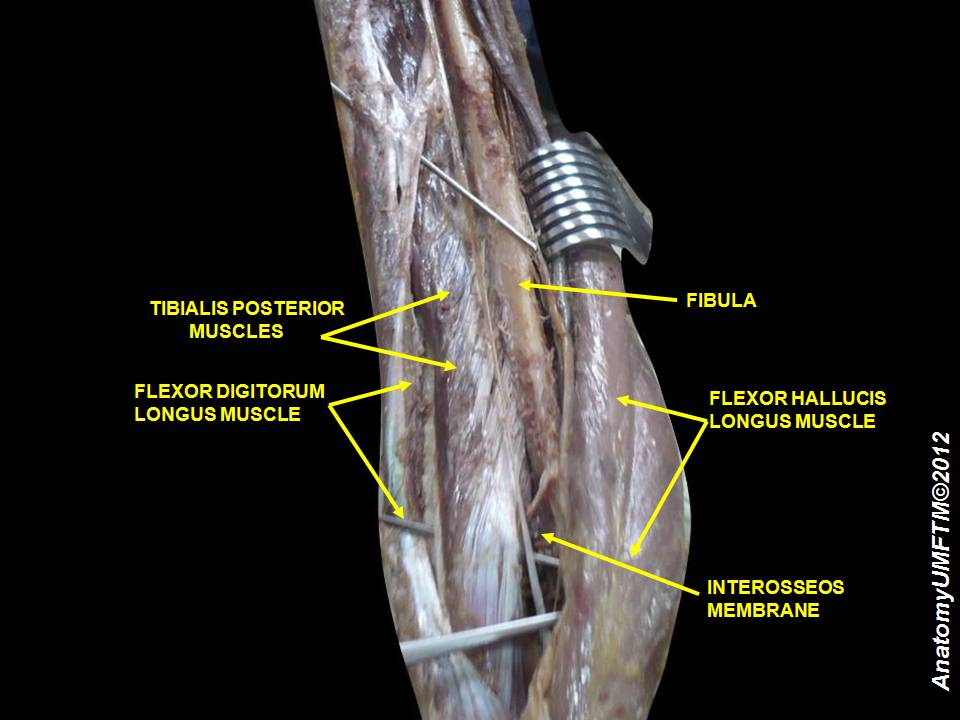
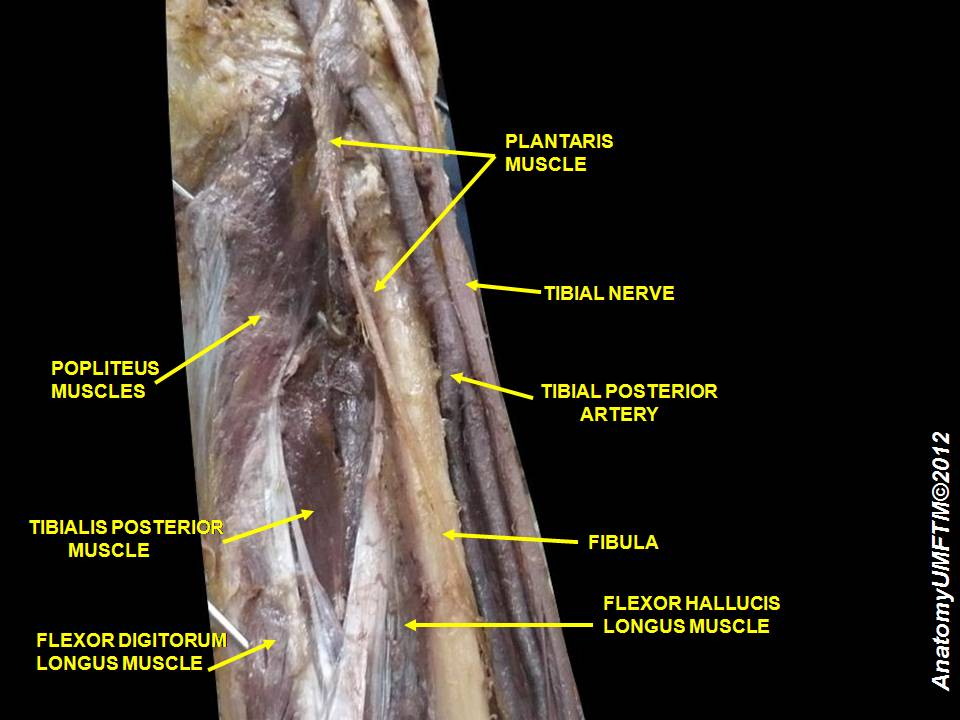
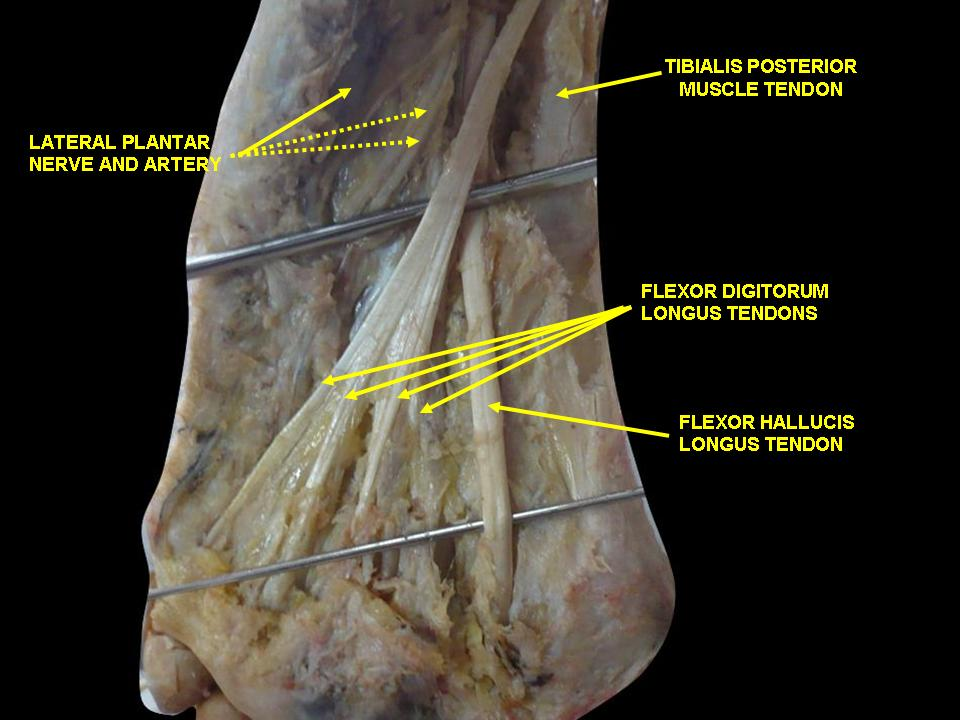
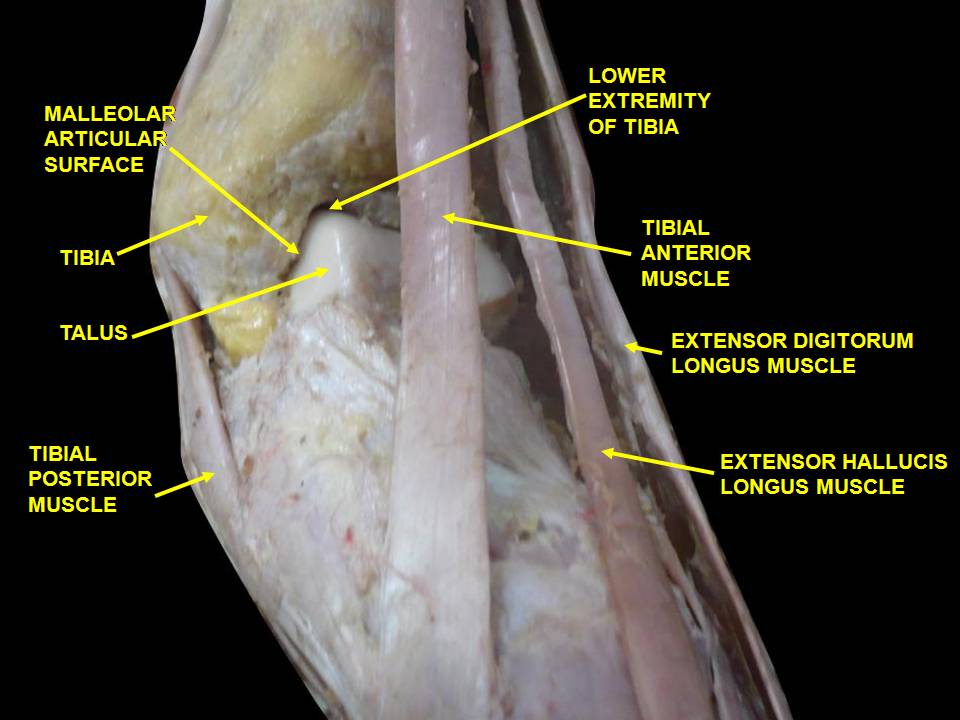
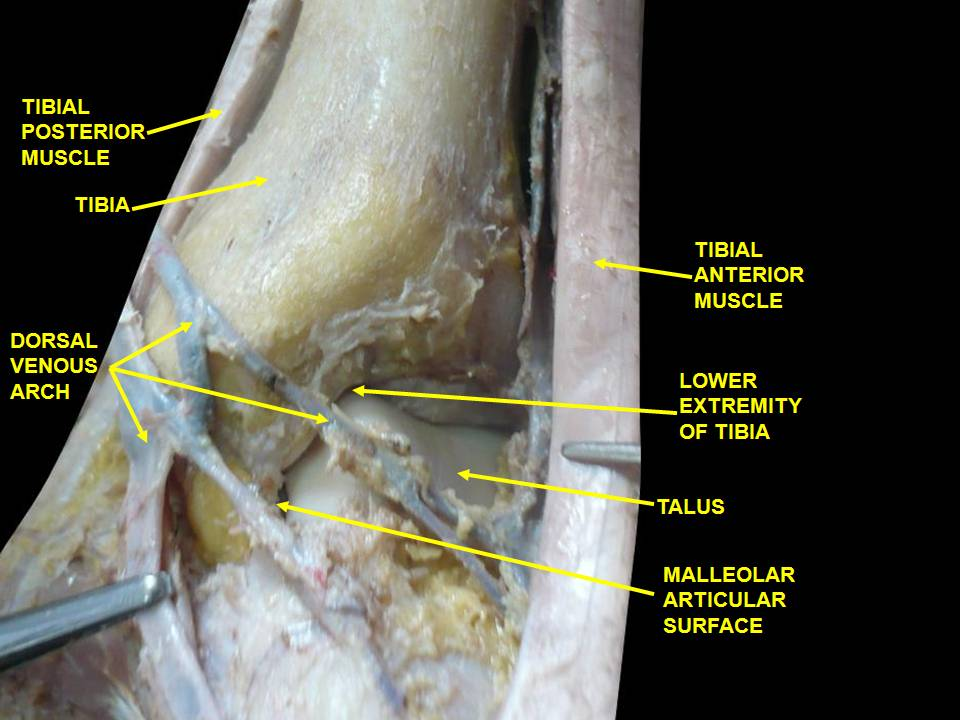
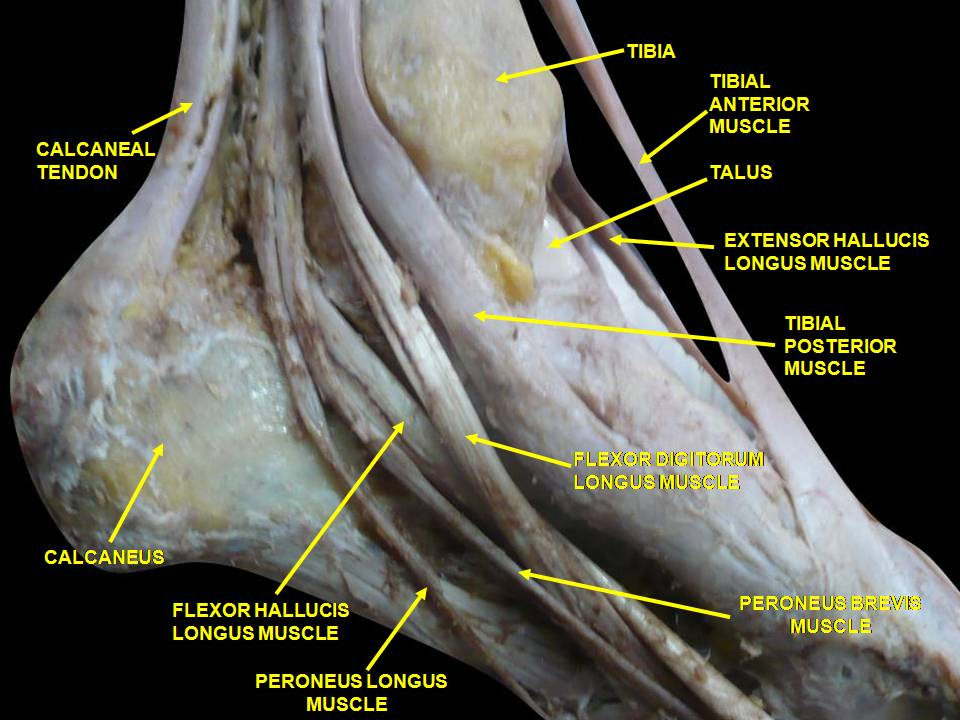
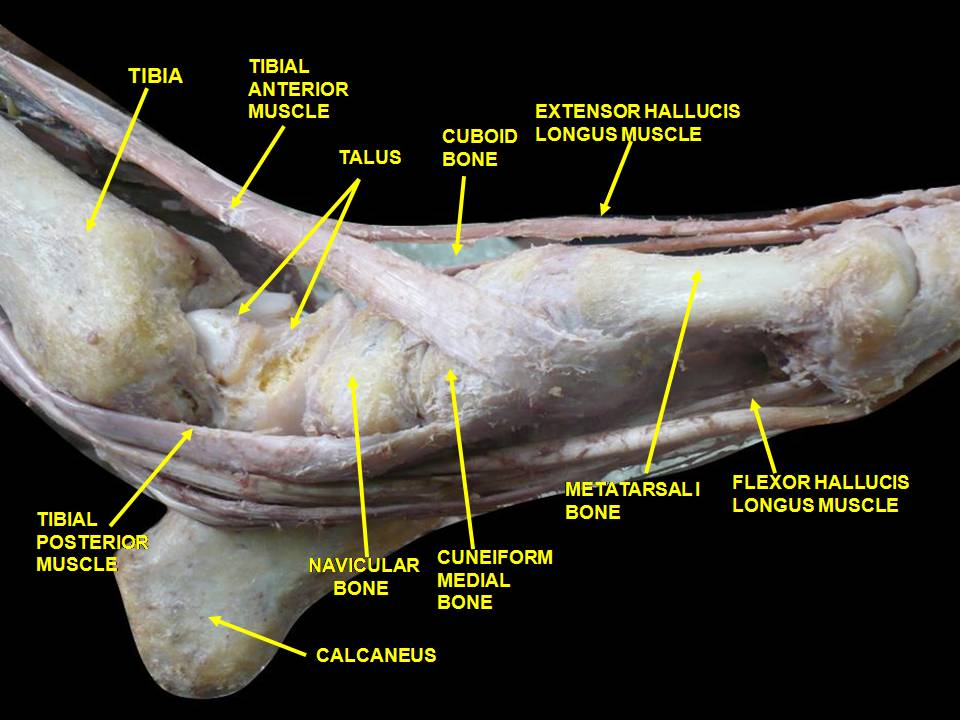